# 小松高志
小松 高志（こまつ たかし、1966年11月17日  - ）は、日本の撮影監督（カメラマン）。長野県出身。
日本映画学校を卒業後1992年よりフリーとなり、浜田毅らの元で撮影助手を務める。

## 主な作品 撮影監督
- バトル・ロワイアルII 鎮魂歌 B班撮影（2003/深作欣二・深作健太監督）
- 殴者 NAGURIMONO（2005/須永秀明監督）
- スケバン刑事 コードネーム=麻宮サキ（2006/深作健太監督）
- アヒルと鴨のコインロッカー（2007/中村義洋監督）
- 図鑑に載ってない虫（2007/三木聡監督）
- ヘブンズ・ドア（2009/マイケル・アリアス監督）
- 蟹工船（2009/SABU監督）
- フィッシュストーリー（2009/中村義洋監督）
- ゴールデンスランバー（2010/中村義洋監督）
- SP 革命前日（2011・テレビドラマ/波多野貴文・田澤裕一監督）
- 映画 怪物くん（2011/中村義洋監督）
- サルベージ・マイス（2011/田﨑竜太監督）
- 俺俺（2012/三木聡監督）
- ペンギン夫婦の作りかた（2012/平林克理監督）
- グッモーエビアン!（2012/山本透監督）
- げんげ（2013/角田陽一郎 監督）
- ホコリと幻想（2014/鈴木聖史監督）
- 探検隊の栄光（2015/山本透監督）
- 案山子とラケット 〜亜季と珠子の夏休み〜（2015/井上春生監督）
- ヒロイン失格（2015/英勉監督）
- サムライフ（2015/森谷雄監督）
- 猫なんかよんでもこない。（2016/山本透監督）
- にがくてあまい（2016/草野翔吾監督）
- ピーチガール（2017/神徳幸治監督）
- トリガール!（2017/英勉監督）
- おそ松さん（2022/英勉監督）

## 主な作品 撮影助手
- マークスの山（1995/崔洋一監督）
- スーパーの女（1996/伊丹十三監督）
- バトル・ロワイヤル（2000/深作欣二監督）
- ピンポン（2002/曽利文彦監督）
- 壬生義士伝（2003/滝田洋二郎監督）